# Прем'єр-міністр Тувалу
Прем'єр-міністр Тувалу — головна особа виконавчої влади держави Тувалу. Прем'єр-міністр Тувалу обирається у парламенті Тувалу, який вибирається на загальних парламентських виборах і затверджується генерал-губернатором Тувалу, що представляє монарха Великої Британії. В руках прем'єр-міністра Тувалу зосереджена майже вся державна влада у Тувалу і питання міжнародних зносин.
Згідно з конституцією Тувалу, прем'єр-міністр завжди повинен бути членом парламенту і обирається парламентом шляхом таємного голосування. Оскільки в Тувалу немає політичних партій, будь-який член парламенту може бути номінований на цю посаду.
Розділ 62 частини V Конституції Тувалу описує повноваження виконавчої влади:
1. Виконавча влада в Тувалу належить насамперед Суверену і генерал-губернатору як представнику Суверена.
2. Виконавча влада, покладена на Суверена, здійснюється відповідно до розділу 53 (Виконання функцій главою держави).

Після парламентського голосування генерал-губернатор Тувалу відповідає за приведення до присяги в якості прем'єр-міністра особи, яка користується довірою більшості членів парламенту.
Частина V Конституції встановлює виконавчу владу Тувалу і підтверджує, що, хоча прем'єр-міністр є главою уряду, виконавча влада здійснюється міністерським урядом, а розділи 67-69 частини V визначають роль кабінету міністрів.
Посада прем'єр-міністра була заснована після здобуття Тувалу незалежності в 1978 році. Однак іноді цю посаду вважають продовженням попередньої посади головного міністра, створеної в 1975 році. Якщо прем'єр-міністр помирає, як це сталося одного разу, віце-прем'єр-міністр стає виконуючим обов'язки прем'єр-міністра до обрання нового прем'єр-міністра парламентом. Прем'єр-міністр може втратити свою посаду, подавши у відставку, отримавши вотум недовіри від парламенту або втративши своє місце на парламентських виборах.
Частина V, розділ 63 Конституції Тувалу встановлює посаду Прем'єр-міністра. Відповідно до розділу 64, Прем'єр-міністр обирається членами парламенту, а розділи 64-67 описують, що відбувається, якщо посада Прем'єр-міністра стає вакантною, усунення з посади недієздатного Прем'єр-міністра, процес тимчасового відсторонення Прем'єр-міністра та наслідки усунення або тимчасового відсторонення Прем'єр-міністра.
До приходу до влади Другого міністерства Тоафи у 2010 році прем'єр-міністр також виконував роль міністра закордонних справ. Енеле Сопоага була міністром закордонних справ у недовготривалому Другому міністерстві Тоафи. У наступних міністерствах закордонні справи були сферою відповідальності іншого міністра в уряді.
Кілька колишніх прем'єр-міністрів були призначені генерал-губернаторами Тувалу.
Фелеті Тео був призначений прем'єр-міністром 26 лютого 2024 року, після того, як він був обраний парламентом без опозиції.

## Список прем'єр-міністрів Тувалу
- 1978—1981 — Тоаріні Лауті
- 8 вересня 1981—1989 — Томасі Пуапуа
- 16 жовтня 1989 — 10 грудня 1993 — Біканібеу Паеніу
- 10 грудня 1993—1996 — Камута Латасі
- 24 грудня 1996—1999 — Біканібеу Паеніу (2-ий раз)
- 27 квітня 1999 — 8 грудня 2000 — Йонатана Йонатана
- 8 грудня 2000 — 24 лютого 2001 — Лагітупу Туїліму
- 2001 — Фаїмалага Лука
- 14 грудня 2001 — 2 серпня 2002 — Колоа Талаке
- 2 серпня 2002—2004 — Сауфату Сопоанга
- 2004 — Маатія Тоафа
- 2004—2006 — Маатія Тоафа
- 2006—2010 — Анісаї Єемія
- 2010 — Маатія Тоафа (2-ий раз)
- 2010—2013 — Віллі Телаві
- 2013—2019 — Енеле  Сопоага
- 2019 —2024 - Каусеа Натано
- 2024 - Фелеті Тео